# Genforeningsmonumentet
Genforeningsmonumentet er et monument, der står ved hovedindgangen til Fælledparken ved Trianglen på Østerbro i København. Det blev opsat i 1930 til minde om Sønderjyllands genforening med Danmark i 1920. Monumentet blev skabt af billedhuggeren Axel Poulsen og arkitekten Holger Jacobsen, der på samme tid arbejdede sammen om bygningen af Stærekassen.

## Beskrivelse
Den centrale del af monumentet udgøres af Axel Poulsens allegoriske bronzeskulptur af en mor, der holder et pigebarn op til sit bryst og lægger et sjal om hende. Skulpturen står på en sokkel af sandsten. På forsiden af soklen er indhugget teksten "TIL MINDE OM/SÖNDERJYLLANDS/GENFORENING MED/MODERLANDET/ 1920". På bagsiden er indhugget "SKÆNKET STADEN/KÖBENHAVN/AFCARLSBERGFONDET/1930". Bronze-skulpturen er 5,5 m høj, mens hele monumentet er ca. 8 m højt.
Monumentet er flankeret af to firkantede kalkstenssøjler, der hver andrager ca. 4,75 m i højde. På hver søjle hviler en stor muslingeskal i bronze (en allegori på Vadehavet og Lillebælt). Længere nede på søjlerne er der vandpost til drikkefontæner (pt. ikke i funktion). Søjlerne er på siderne udformet som doriske halvsøjler (pilastre). Søjlerne er ca. 4,75 m høje. I anlægget er der mod henh. Blegdamsvej og Øster Allé to lave svungne rampemure i fransk travertin, der indrammer pladsen foran indgangen til parken. Anlægget er beplantet med magnolier, der blev i 1971 flyttet hertil fra indgangspartiet til Blegdamshospitalet, der stod foran sin nedrivning. Flytningen skete i nattens mulm og mørke som en demonstration for en mere grøn by og blev bl.a. rapporteret af Hovedbladet.

## Historie
Sønderjylland blev genforenet med Danmark 15. juni 1920. I 1925 udskrev Københavns Kommune en skitsekonkurrence om et genforeningsmonument med flere mulige placeringer. 112 projekter deltog i konkurrencen, hvoraf 10 blev præmieret. Det færdige monument var en gave fra Carlsbergfondet. Axel Poulsen fik opgaven med udformningen i 1926. Skulpturen blev støbt på Lauritz Rasmussens bronzestøberi på Rådmandsgade på Nørrebro. Monumentet blev afsløret 1. juli 1930. Borgmester Peder Jørgen Pedersen og Carlsbergfondets bestyrelsesformand Anders Bjørn Drachmann talte ved ceremonien. Et alternativt forslag om en triumfbue med rytterstatue af Christian X med et lille pigebarn på skødet blev forbeholdt en planlagt monumentalplads mellem Rosenborg Have og Borgergadekvarteret.
I 2020 blev monumentet illumineret. Ideen kom fra Ejerforeningen Østerbrogade 70 på den anden side af Trianglen, hvor beboerne følte at der var kommet et mørkt hul, efter at der var åbnet en metrostation under pladsen udfor monumentet. Københavns Kommune henviste dem til Carlsbergfondet, der endte med finansiere belysningen. På grund af forsamlingsforbuddet under Corona-pandemien blev markeringen af det imidlertid noget mere beskedent end tiltænkt. Der var dog taler af overborgmester Frank Jensen, Carlsbergfondets formand Flemming Besenbacher og Grænseforeningens lokalformand Julie Damlund.